# ترور ایو
 تِـرِوِر ایو (انگلیسی: Trevor Eve؛ زادهٔ ۱ ژوئیهٔ ۱۹۵۱) یک بازیگر است. وی از سال ۱۹۷۴ میلادی تاکنون مشغول فعالیت بوده‌است.